# Sphaerocarpos donnellii
Sphaerocarpos donnellii är en bladmossart som beskrevs av Coe Finch Austin. Sphaerocarpos donnellii ingår i släktet Sphaerocarpos och familjen Sphaerocarpaceae. Inga underarter finns listade i Catalogue of Life.

## Bildgalleri

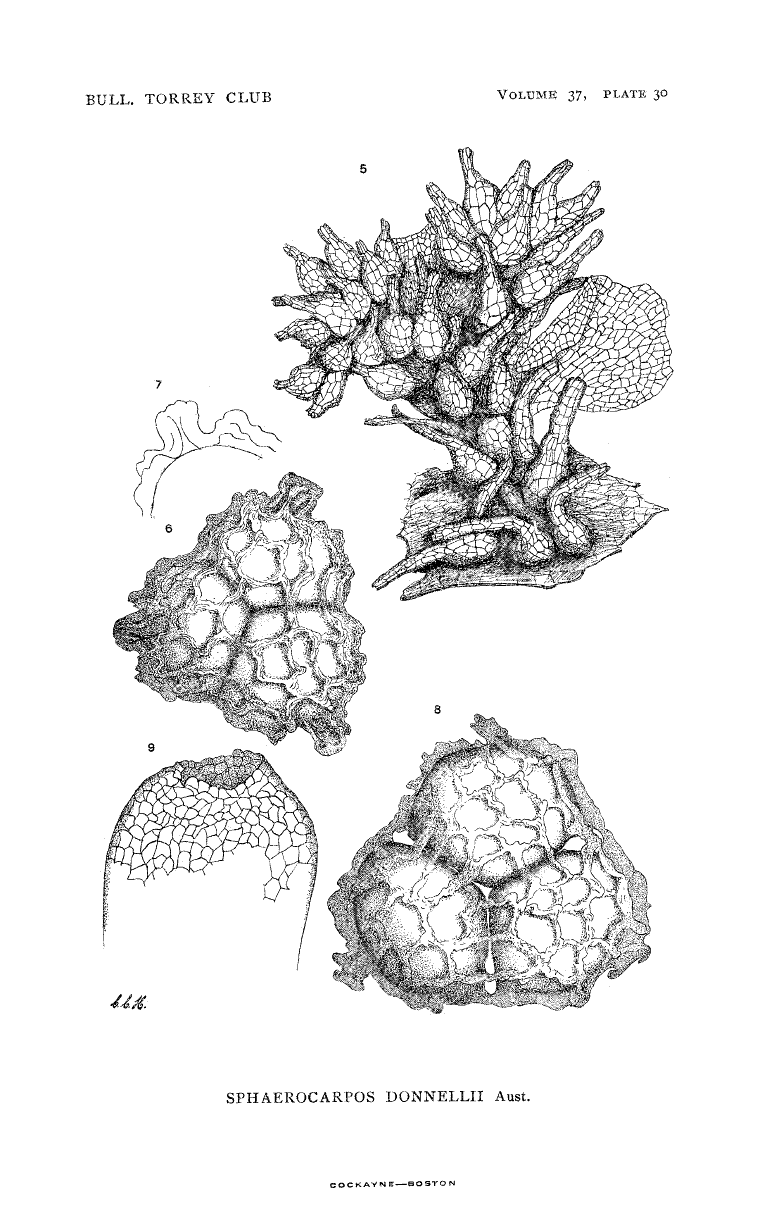